# Enciklopedija života
Enciklopedija života (engl. Encyclopedia of Life, EOL) je slobodna, onlajn kolaborativna enciklopedija, čiji cilj je da dokumentuje svih 1,9 miliona živih vrsta koje su poznate nauci. Ona je formirana iz postojećih baza podataka i iz doprinosa eksperta i neeksperta širom sveta. Radi se na izgranji "beskonačno proširivih" strana za sve vrste, koje obuhvataju video, zvuk, slike, grafiku, kao i tekst. Pored toga, u enciklopediju je inkorporiran sadržaj iz Bibloteke biodiverzitetskog nasleđa, koji se sastoji od miliona digitalizovanih stranica štampane literature iz svetskih glavnih prirodnjačkih biblioteka.

## Spoljašnje veze
- „A Leap for All Life: World's Leading Scientists Announce Creation of 'Encyclopedia of Life'”. Encyclopedia of Life. 9. 5. 2007.
- The Encyclopedia of Life – Introductory video на веб-сајту  from May 2007.